# William Smith (lexicógrafo)
William Smith (Enfield, 1813 – 1893) foi um lexicógrafo inglês.

## Biografia
Nascido em Enfield no ano de 1813, filhos de pais não-conformistas, estava destinado originalmente a uma carreira teológica, porém acabou tornando-se um advogado. Em suas horas vagas estudou arte e literatura clássica, e eventualmente foi aprovado na University College London. Entrou, na função de aprendiz, na Gray's Inn (uma das ordens de advogados do Reino Unido) em 1830, porém logo abandonou sua carreira no Direito para dedicar-se ao posto da academia, e começou a escrever sobre os temas clássicos.

## Carreira
Dirigiu então sua atenção à lexicografia prática. Sua primeira tentativa foi em A Dictionary of Greek and Roman Antiquities (Um Dicionário de Antiguidades Greco-Romanas), que saiu em 1842, obra da qual foi responsável pela maior parte do conteúdo. Em 1849 seguiu-se o Dictionary of Greek and Roman Biography and Mythology (Dicionário Mitológico-Biográfico Greco-Romano), e  o Dictionary of Greek and Roman Geography (Dicionário de Geografia Greco-Romana) em 1857. Participaram desta obra alguns dos principais acadêmicos do período.
Em 1850 publicou o primeiro dos dicionários escolares e, em 1853, começou a trabalhar na série Principia, um marco no ensino escolar do grego e do latim. Em seguida lançou o Students' Manuals of History and Literature (Manuais para Estudantes de História e Literatura), onde foi responsável por toda a parte de história da Grécia Antiga. Neste trabalho Smith teve o auxílio do editor John Murray, que se ofereceu, quando os editores originais dos dicionários passaram por dificuldades financeiras, para participar de sua realização.
Talvez os mais importantes dos livros que tenha editado tenham sido aqueles que lidaram com temas eclesiásticos: o Dictionary of the Bible (Dicionário da Bíblia, 1860–1865), o Dictionary of Christian Antiquities (Dicionário de Antiguidades Cristãs, 1875-1880), feito em colaboração com o arquidiácono Samuel Cheetham, e o Dictionary of Christian Biography (Dicionário da Biografia Cristã, 1877–1887), em conjunto com Henry Wace. 
The Atlas (O Atlas), onde contou com a colaboração de sir George Grove, saiu em 1875. De 1853 a 1869 Smith foi examinador clássico na Universidade de Londres, e ao se aposentar tornou-se membro do seu Senado, e ocupou um cargo no seu Comitê para investigar questões relacionadas a direitos autorais. Foi por muitos anos secretário do Royal Literary Fund. Editou a obra de Edward Gibbon, com comentários de Guizot e Milman, em 1854–1855. 
Em 1867 tornou-se editor da Quarterly Review, que dirigiu com notável sucesso até sua morte, em 7 de outubro de 1893. 
Foi Doctor of Civil Law de Oxford e Dublin, e recebeu o título de Cavaleiro do Império Britânico.